# 19853 Ichinomiya
19853 Ichinomiya è un asteroide della fascia principale. Scoperto nel 2000, presenta un'orbita caratterizzata da un semiasse maggiore pari a 3,2025833 UA e da un'eccentricità di 0,1326391, inclinata di 14,78996° rispetto all'eclittica.